# Opłata ekologiczna
Opłata ekologiczna – według obowiązującej w Polsce sprawozdawczości statystycznej są to te opłaty, które kierowane są, przynajmniej w części, na konta funduszy ochrony środowiska i gospodarki wodnej różnych szczebli (narodowego, wojewódzkich, powiatowych i gminnych) – są to typowe opłaty. Można także wyróżnić wiele innych opłat ekologicznych, które trafiają na konta innych instytucji niż fundusze ochrony środowiska – jednak można je tak nazywać tylko ze względu na ich powiązanie z korzystaniem ze środowiska. Do ponoszenia opłat za korzystanie ze środowiska oraz administracyjnych kar pieniężnych są obowiązane, z zastrzeżeniem art. 284 ust. 2, podmioty korzystające ze środowiska (osoby fizyczne niebędące przedsiębiorcami ponoszą opłaty za korzystanie ze środowiska w zakresie, w jakim korzystanie wymaga pozwolenia na wprowadzanie substancji lub energii do środowiska oraz pozwolenia wodnoprawnego na pobór wód w rozumieniu przepisów ustawy – Prawo wodne).

## Podmiot korzystający ze środowiska
Przez podmiot korzystający ze środowiska rozumie się:
1. Przedsiębiorcę w rozumieniu art. 4 ustawy z dnia 6 marca 2018 r. – Prawo przedsiębiorców, a także osoby prowadzące działalność wytwórczą w rolnictwie w zakresie upraw rolnych, chowu lub hodowli zwierząt, ogrodnictwa, warzywnictwa, leśnictwa i rybactwa śródlądowego oraz osoby wykonujące zawód medyczny w ramach indywidualnej praktyki lub indywidualnej specjalistycznej praktyki.
2. Jednostkę organizacyjną niebędącą przedsiębiorcą w rozumieniu ustawy z dnia 2 lipca 2004 r. o swobodzie działalności gospodarczej.
3. Osobę fizyczną niebędącą podmiotem, o którym mowa w lit. a, korzystającą ze środowiska w zakresie, w jakim korzystanie ze środowiska wymaga pozwolenia.

## Klasyfikacja opłat ekologicznych
1. Opłaty za korzystanie ze środowiska:
  1. Opłaty za korzystanie z zasobów środowiska – pobór wód,
  2. Opłaty za wprowadzanie zmian w środowisku (tzw. opłaty emisyjne): emisja gazów i pyłów, odprowadzanie ścieków, składowanie odpadów.
2. Opłaty za usuwanie drzew i krzewów,
3. Opłaty produktowe,
4. Opłaty za substancje zubożające warstwę ozonową,
5. Opłaty za brak sieci zbierania pojazdów,
6. Opłaty za działalność górniczą,
7. Opłaty za wyłączenie gruntów rolnych i leśnych z produkcji,
8. Należności za korzystanie ze śródlądowych dróg wodnych oraz urządzeń wodnych stanowiących własność Skarbu Państwa,
9. Opłaty za oddanie w użytkowanie gruntów pod wodami stanowiących własność Skarbu Państwa oraz obwodów rybackich.

## Sposób obliczania opłat ekologicznych
Większość opłat wyrażana jest w stawce pieniężnej w odniesieniu do każdej jednostki wprowadzonych do środowiska zanieczyszczeń lub do każdej jednostki wykorzystywanych zasobów naturalnych.

Stawki te ustalane są na mocy rozporządzeń Rady Ministrów lub obwieszczenia Ministra Środowiska, są one aktualizowane rokrocznie o wskaźnik inflacji.

## Wpłata opłat ekologicznych
Typowe opłaty ekologiczne, ustalane są przez podmioty korzystające ze środowiska i podlegają wpłacie na konto odpowiednich urzędów marszałkowskich, skąd przekazywane są do funduszy ochrony środowiska i gospodarki wodnej. Ustalenie kwoty należnej do zapłaty musi być udokumentowane odpowiednimi raportami zawierającymi dane ilościowe dotyczące emisji zanieczyszczeń, bądź wykorzystanych jednostek zasobów naturalnych.

## Zwolnienia z opłat
Zgodnie z art. 289 ustawy Prawo ochrony środowiska nie wnosi się opłat z tytułu tych rodzajów korzystania ze środowiska, których:
- kwartalna wysokość nie przekracza 200 zł – dotyczy korzystania ze środowiska za okres

od IV kwartału 2003 r. do II kwartału 2005 r.,
- półroczna wysokość nie przekracza 400 zł – dotyczy korzystania ze środowiska za okres od II półrocza 2005 r.,

Zwolnienie z obowiązku wniesienia opłaty nie zwalnia z obowiązku składania wykazów o zakresie korzystania ze środowiska.
Obowiązek uiszczenia opłat przedawnia się z upływem 5 lat, licząc od końca roku, w którym upłynął termin wniesienia opłaty.